# 梅罗德站 (布鲁塞尔地铁)
梅罗德站（Merode），副站名“五十周年纪念公园”（法語：Parc Cinquantenaire），是布鲁塞尔地铁1号线和5号线的车站，位于比利时布鲁塞尔首都大区埃特贝克。该站与梅罗德火车站相连，两车站有共同的入口。

## 名称
该站得名于上方的让·德·梅罗德女亲王广场（Square Princesse Jean de Mérode/Prinses Jean de Mérodeplein），其以让·德·梅罗德女亲王玛丽-路易丝·德·博弗勒蒙命名。副站名“五十周年纪念公园”则是得名于附近的五十周年纪念公园。